# Мировой суд (Россия)
Мировые судьи — судьи общей юрисдикции субъектов Российской Федерации, осуществляющие свои полномочия на территории судебного участка в составе судебного района, входящие в единую систему судов общей юрисдикции и занимающие положение первого (низового) звена этой системы.

## Мировые судьи в Российской империи
В Российской Империи первые мировые суды появились в 1864 году, в ходе либеральных реформ Александра II, а именно судебной реформы.
Мировые судьи избирались уездными земскими собраниями (в Москве и Санкт-Петербурге — городские думы). На Северном Кавказе (Ставропольская губерния, области Кубанская и Терская) и Закавказье судьи назначались с соблюдением только правила об образовательном цензе министром юстиции, которому принадлежит право делать изъятия из правила о несменяемости судей, впрочем, по испрошении на то каждый раз разрешения императора. В варшавском округе судьи назначались, увольнялись и перемещались министром юстиции, по сношению с варшавским генерал-губернатором. В девяти западных губерниях (Виленской, Витебской, Волынской, Гродненской, Киевской, Ковенской, Могилевской, Минской и Подольской) мировые судьи назначались министром юстиции, в губерниях Астраханской и Оренбургской (1878) — императором, по представлениям министра юстиции, и здесь, и там из числа лиц, внесенных в цензовые списки, составленные местными уездными комиссиями или губернскими комитетами, но также и из других лиц.
От мировых судей требовались два условия: образование и материальная независимость. Образовательный ценз был ограничен требованием среднего образования. Имущественный ценз предполагал владение недвижимостью стоимостью в 15000 руб. для сельской, в 6000 руб. для столичной и в 3000 руб. для городской недвижимости. Земскому собранию предоставлено было право избирать единогласно лиц, не имеющих ценза.
Мировые судьи избирались на 3 года и утверждались в должности первым департаментом Сената. Независимость мирового судьи от влияния администрации была обеспечена законом, по которому они, как и члены общих судов, не могли быть увольняемы иначе как по суду, за преступление.
Уезд (а также Санкт-Петербург и Москва) составил мировой округ (местами — несколько округов); округ разделился на участки.
Рядом с участковым мировым судьей, но не в помощь ему, а для содействия вообще целям мировой юстиции, создан был почетный мировой судья — чтобы заменять участкового судью в случае его отсутствия, присутствовать в качестве члена в заседаниях мирового съезда и судить всякое частное дело по просьбе обеих сторон.
Участковый мировой судья должен был иметь определенное местопребывание, но закон обязал его принимать просьбы везде и во всякое время.
Мировые судьи одного округа составляли, как апелляционную инстанцию, мировой съезд — периодическое собрание мировых судей с постоянным председателем, избранным судьями из своей среды, и непременным членом для управления канцелярией. Профессиональный юрист введен был в состав мирового съезда в лице товарища прокурора, обязанного давать заключения (юридические разъяснения, а не обвинения) при разборе всех уголовных дел и некоторых гражданских. Связь с общими судами создана была только в лице кассационных департаментов Сената.
Компетенция мирового судьи, как судьи уголовного, была определена в особом «Уставе о наказаниях, налагаемых мировым судьей». Единоличному судье предоставлено было право приговаривать окончательно (без права апелляции) к 15 руб. штрафа и 3 дням ареста.
Компетенции мирового судьи, как судьи гражданского, предоставлены были иски о восстановлении владения и споры о движимости и по договорам ценой до 500 руб. Мировому судье предоставлено было также право решать, с согласия общих сторон, всякие дела, независимо от цены иска.
Свободный и легкий доступ к судье был обеспечен населению тем, что производство у мирового судьи было безвозмездно и судья обязан был принимать просьбы и словесные. Мировой судья получил право рассрочивать уплату присужденного взыскания, в зависимости от имущественного положения должника. Право окончательного решения ограничено было исками о 30 руб. Кассационной инстанцией для дел, решаемых окончательно, сделался мировой съезд.
Кроме судебных функций, на мирового судью легла обязанность охранять наследства, местами — заменять нотариусов. Мировой судья должен был также открывать земские избирательные съезды.
Избранник всех сословий, мировой судья не сделался, однако, судьей для самого многочисленного сословия — крестьянства. Маловажные дела крестьян, гражданские и уголовные, были в ведении волостных судов. Только по взаимному согласию тяжущиеся крестьяне могли судиться у мирового судьи вместо волостного суда. Уголовные проступки крестьян становились подсудными мировому судье только при совершении их вне пределов волости.
Начиная с 1866 г. мировые учреждения открыты были постепенно во всех земских губерниях. Успех их в народе превзошел все ожидания. Как только в народе распространилась весть о новом суде, к мировым судьям потянулись с такими «мелкими» тяжбами и обидами, о которых прежде не поднимали речи, вследствие трудности найти удовлетворение. Небывалой популярности суда содействовали, помимо скорости решения, вежливость и равное со всеми обращение со стороны судей.
В 1880-х годах, одновременно с усилением отрицательного отношения ко всем реформам императора Александра II, все чаще и чаще стали появляться в прессе нападки на мировой суд, особенно выборный.
В 1889 г. выборные мировые судьи были оставлены лишь в Санкт-Петербурге с его уездом, в Москве, Казани, Кишинёве, Нижнем Новгороде, Одессе, Саратове и Харькове и еще в области Войска Донского.  Мировые судьи по назначению от правительства остались не только там, где введены были раньше (кроме названных выше местностей — еще в среднеазиатских областях и в Измаильском уезде Бессарабской губернии), но в сам год упразднения мировых судей для внутренней России они были введены в губерниях прибалтийских и Архангельской, сохранялись и в новой Черноморской губернии, а с 1896 г. были введены в Сибири (по образцу Закавказья в отношении компетенции и инстанций, но с неограниченным правом министра юстиции увольнять и перемещать судей). В остальных местностях полномочия мировых судей перешли к земским начальникам и к городским судьям, а также к уездным членам окружных судов.
Воссоздана в царской России мировая юстиция в полном объёме была лишь в 1912 году.
В Декрете о суде № 1 от 22 ноября (5 декабря) 1917 года Совнарком РСФСР в первых двух пунктах постановил:

   1) Упразднить доныне существующие общие судебные установления, как-то: <перечисление общих судебных установлений>
     <...>

   2) Приостановить действие существующего доныне института мировых судей, заменяя мировых судей, избираемых доныне непрямыми выборами, местными судами в лице постоянного местного судьи и двух очередных заседателей, приглашаемых на каждую сессию по особым спискам очередных судей. Местные судьи избираются впредь на основании прямых демократических выборов, а до назначения таковых выборов временно – районными и волостными, а где таковых нет, уездными, городскими и губернскими Советами рабочих, солдатских и крестьянских депутатов.
    <...>

Как видно из этого документа, мировые судьи были всего лишь заменены на местные суды — а те, пройдя, в свою очередь, некоторый исторический путь, оформились в конце концов в районные и городские народные суды — тоже нижнее звено судебной системы, но уже Советской России. В процессуальном законодательстве не только существовал, но и часто использовался наряду с термином «судья», термин «народный судья» — судья нижнего уровня, избираемый населением. На национальных окраинах бывшей Российской империи мировые суды продолжали функционировать дольше — например, в Семиречье они действовали весь 1919 год. 

## История мировых судей в РСФСР и Российской Федерации
В 1990-х годах, из-за значительно возросшей нагрузки, нарсуды, даже в увеличенном составе, не справлялись с объёмом дел. Именно тогда было задумано ввести (не возродить) новый суд, который бы принял на себя статус низового звена судебной системы и часть работы районных и городских судов. Названные новые суды были мировыми судьями (так как являются единоличными органами). Путём присвоения таким судам старинного названия, скорее всего, ставилась цель повысить доверие граждан как к новому суду, так и к обновлённой судебной системе в целом (а также некоторые другие цели: например, показать историческую преемственность и т. д.).
Впервые институт мировых судей в послереволюционной России официально упоминается в Концепции судебной реформы, одобренной Постановлением Верховного Совета РСФСР от 24 октября 1991 г. № 1801-1 «О Концепции судебной реформы в РСФСР». В тот период предполагалось, что мировые судьи будут подразделены на две категории — участковых и специализированных:

Специфика института мировых судей состоит в том, что они будут подразделяться на участковых (территориальных) и специализированных (следственных, пенитенциарных и других). Если первые в основном станут разрешать уголовные и гражданские дела, а также дела об административных правонарушениях, то вторые возьмут на себя контрольные функции там, где под угрозу ставятся свободы и права человека.

Однако в дальнейшем предлагаемое Концепцией «деление» мировых судей не было закреплено законотворческой практикой.
9 декабря 1992 года принимается Закон РФ № 4061-1, которым вносились изменения и дополнения в действующую тогда Конституцию. Этим законом существование института мировой юстиции в России было закреплено на конституционном уровне. В частности, статья 164 Конституции в редакции Закона предусматривала, что «мировые судьи избираются населением округа, на который распространяется их юрисдикция, сроком на пять лет».
На практике эти положения реализованы не были.
В пришедшей на смену прежнему Основному закону Конституции России 1993 года институт мировых судей не закреплялся.
В дальнейшем в ФКЗ «О судебной системе Российской Федерации» от 31 декабря 1996 года было закреплено, что «Мировой судья в пределах своей компетенции рассматривает гражданские, административные и уголовные дела в качестве суда первой инстанции» (ст. 28).
11 ноября 1998 года был принят Федеральный закон «О мировых судьях в Российской Федерации», после чего начались создание судебных участков и назначение мировых судей по всей России в обязательном порядке, завершённые к 1 июля 2002 года (в Чеченской Республике — к 1 января 2004 года).

## Современная Россия
В современной России такого судебного органа как «мировой суд» нет, есть только мировые судьи. Мировые судьи являются судьями общей юрисдикции субъектов Российской Федерации и наряду с федеральными судами входят в единую судебную систему РФ. Полномочия, порядок деятельности мировых судей и порядок создания должностей мировых судей устанавливаются Конституцией РФ, Федеральным конституционным законом «О судебной системе Российской Федерации» — на основании которого принят Федеральный закон «О мировых судьях в Российской Федерации»; общий статус мировых судей и основные положения порядка назначения (избрания) мировых судей устанавливаются Законом Российской Федерации «О статусе судей в Российской Федерации». Подробный порядок назначения мировых судей законодательным (представительным) органом субъекта РФ либо избрания населением судебного участка (за счёт соответствующего субъекта РФ) устанавливается законом субъекта РФ. Например, мировые судьи Нижегородской области назначаются Законодательным собранием по представлению председателя Нижегородского областного суда, основанного на рекомендации квалификационной коллегии судей области.
Мировые судьи осуществляют правосудие именем Российской Федерации и финансируются из федерального бюджета Судебным департаментом при Верховном суде и его территориальными управлениями (отделами) в субъектах РФ. Остальные мероприятия по организационному обеспечению осуществляются специальными уполномоченными органами соответствующего субъекта РФ.
Мировые судьи выносят наибольшее число оправдательных приговоров, потому что рассматривают дела частного обвинения. В Мосгорсуде в 2015 году был один оправдательный приговорПредседатель Мосгорсуда Ольга Егорова, [1]

### Требования
Мировым судьёй может быть гражданин Российской Федерации:
1. имеющий высшее юридическое образование;
2. не имеющий или не имевший судимости либо уголовное преследование в отношении которого прекращено по реабилитирующим основаниям;
3. не имеющий гражданства иностранного государства либо вида на жительство или иного документа, подтверждающего право на постоянное проживание гражданина РФ на территории иностранного государства;
4. не признанный судом недееспособным или ограниченно дееспособным;
5. не состоящий на учете в наркологическом или психоневрологическом диспансере в связи с лечением от алкоголизма, наркомании, токсикомании, хронических и затяжных психических расстройств;
6. не имеющий иных заболеваний, препятствующих осуществлению полномочий судьи;
7. достигший возраста 25 лет и имеющий стаж работы по юридической специальности не менее 5 лет (в такой стаж засчитываются не все виды юридической деятельности), а также не совершивший порочащих его поступков, сдавший квалификационный экзамен и получивший рекомендацию квалификационной коллегии судей соответствующего субъекта РФ. От сдачи квалификационного экзамена и представления рекомендации квалификационной коллегии судей соответствующего субъекта РФ освобождаются лица, имеющие стаж работы в должности судьи федерального суда не менее пяти лет.

### Компетенция
Мировые судьи рассматривают дела только в первой инстанции. Им подсудны:
I. Уголовные дела о преступлениях, за совершение которых может быть назначено максимальное наказание, не превышающее трёх лет лишения свободы, за исключением уголовных дел о преступлениях, предусмотренных статьями 107 частью первой, 108, 109 частями первой и второй, 116.1, 134, 135, 136 частью первой, 146 частью первой, 147 частью первой, 151.1, 157, 158.1, 170, 170.2, 171 частью первой, 171.1 частями первой, третьей и пятой, 171.3 частью первой, 171.4, 174 частями первой и второй, 174.1 частями первой и второй, 177, 178 частью первой, 183 частью первой, 185, 191.1 частями первой и второй, 193 частью первой, 193.1 частью первой, 194 частью первой, 195, 198, 199 частью первой, 199.1 частью первой, 199.2 частью первой, 199.3, 199.4 частью первой, 200.1, 201 частью первой, 202 частью первой, 205.6, 207, 212 частью третьей, 215 частью первой, 215.1 частью первой, 215.3 частью первой, 215.4 частью первой, 216 частью первой, 217 частью первой, 217.2 частью первой, 219 частью первой, 220 частью первой, 225 частью первой, 228 частью первой, 228.2, 228.3, 234 частями первой и четвёртой, 234.1 частью первой, 235 частью первой, 236 частью первой, 237 частью первой, 238 частью первой, 239, 243 частью первой, 243.1, 243.2 частью первой, 243.3 частью первой, 244 частью второй, 247 частью первой, 248 частью первой, 249, 250 частями первой и второй, 251 частями первой и второй, 252 частями первой и второй, 253 частями первой и второй, 254 частями первой и второй, 255, 257, 259, 262, 263 частью первой, 264 частью первой, 264.1, 266 частью первой, 270, 271, 272 частью первой, 273 частью первой, 274 частью первой, 285.1 частью первой, 285.2 частью первой, 286.1 частью первой, 287 частью первой, 288, 289, 292, 293 частями первой и первой.1, 294 частями первой и второй, 296 частями первой и второй, 297, 298.1, 301 частью первой, 302 частью первой, 303 частями первой и второй, 306 частями первой и второй, 307 частью первой, 309 частями первой и второй, 311 частью первой, 314.1, 315 частью первой, 316, 322 частью первой, 323 частью первой, 327 частью первой, 327.1 частью первой и 328 УК РФ.
II. Гражданские дела (только относящиеся к подведомственности судов общей юрисдикции, не подведомственные арбитражным судам):
1. о выдаче судебного приказа;
2. о расторжении брака, если между супругами отсутствует спор о детях;
3. о разделе между супругами совместно нажитого имущества при цене иска, не превышающей пятидесяти тысяч рублей[8][9];
4. по имущественным спорам, за исключением дел о наследовании имущества и дел, возникающих из отношений по созданию и использованию результатов интеллектуальной деятельности, при цене иска, не превышающей пятидесяти тысяч рублей[8];
5. дела по имущественным спорам, возникающим в сфере защиты прав потребителей при цене иска, не превышающей ста тысяч рублей.

III. Административные дела о вынесении судебного приказа по требованиям о взыскании обязательных платежей и санкций.
IV. Дела об административных правонарушениях, отнесенные к компетенции мирового судьи Кодексом РФ об административных правонарушениях.
Приговор или иное решение мирового суда по уголовному делу (кроме решений, не подлежащих такому обжалованию) и итоговое решение по гражданскому делу могут быть обжалованы сторонами, заинтересованными лицами и прокурором в районном суде в апелляционном порядке — путём принесения ходатайств, именуемых апелляционными жалобами (для прокурора — апелляционными представлениями).

## В литературе
Все слыхали, как ты это самое при всем простом народе: «Мировому судье такие дела не подсудны». Все слыхали, как ты это самое... Меня, ваше высокородие, в жар бросило, я даже сробел весь. Повтори, говорю, повтори, такой-сякой, что ты сказал! Он опять эти самые слова... Я к нему. Как же, говорю, ты можешь так объяснять про господина мирового судью? Ты, полицейский урядник, да против власти? А? Да ты, говорю, знаешь, что господин мировой судья, ежели пожелают, могут тебя за такие слова в губернское жандармское управление по причине твоего неблагонадежного поведения? Да ты знаешь, говорю, куда за такие политические слова тебя угнать может господин мировой судья? А старшина говорит: «Мировой, говорит, дальше своих пределов ничего обозначить не может. Только малые дела ему подсудны». Так и сказал, все слышали... Как же, говорю, ты смеешь власть уничижать? Ну, говорю, со мной не шути шуток, а то дело, брат, плохо. Бывало, в Варшаве или когда в швейцарах был в мужской классической прогимназии, то как заслышу какие неподходящие слова, то гляжу на улицу, не видать ли жандарма: «Поди, говорю, сюда, кавалер», — и всё ему докладываю. А тут, в деревне кому скажешь?.. Взяло меня зло. Обидно стало, что нынешний народ забылся в своеволии и неповиновении, я размахнулся и... конечно, не то чтобы сильно, а так, правильно, полегоньку, чтоб не смел про ваше высокородие такие слова говорить...— Антон Чехов, «Унтер Пришибеев»